# 赤松光夫
赤松 光夫（あかまつ みつお、1931年3月3日 -）は、日本の小説家。青春小説・推理小説・時代小説・官能小説などで知られる。本名は赤松 光雄。

## 経歴と作品
徳島県阿波郡市場町（現・阿波市市場町）で23代つづく浄土真宗尊光寺の僧侶の四男として生まれる。旧制阿波中学校（現・徳島県立阿波高等学校）から京都大学文学部卒。出版社に勤務し、女学生雑誌『高校家庭クラブ』の編集長をしていたが、石上玄一郎の主宰する同人誌『現象』に参加し、菊村到らとも知り合う。1960年から作家活動を始める。初め青春小説を書き、ファンレターに書かれていた経験を基に書いた「ロストラブ」シリーズはベストセラーになった。同時期にジュニア小説を書いていた川上宗薫は「おれと赤松はジュニア小説の柏鵬だ」と語っている。
1961年に、前年に起きたU-2撃墜事件から着想して、国際謀略を題材にしたスパイ・ミステリー『虹の罠』を発表、続いて常磐線三河島駅で発生した三河島事件から企業謀略を題材にした『衝突現場』、東海村原子力研究所の研究員失踪事件を発端にした『火の鎖』と、ミステリ・サスペンス小説のヒット作を放つ。
1980年代以降は密教に関心を持ち、密教ミステリを次々に発表。のち多くの官能小説や、『蜜の追跡者』『尼僧殺人巡礼』などの官能ミステリ・サスペンスを執筆。1996年光文社歴史時代小説フェアで書き下ろした『女巡礼地獄忍び』以降のくノ一、尼僧もので知られる。ほかに太平洋戦記や、出身地が徳島に近い讃岐の志度浦である平賀源内を描いた『江戸の大山師』などの歴史小説、自身もその流れを汲む赤松一族のルーツを辿る『謀叛の一党 赤松一族の野望』（1994年）、京大時代についての自伝的小説『遠い灯』（1994年）があり、2001年以後沈黙していたが、2008年時代小説で復活した。
『美千の性典』（「あの雲に歌おう」1965年）などが映画化されている。
趣味はゴルフと囲碁。長兄は赤松信乗 (1921年 - 2012年) で、海軍予備学生日記を赤松光夫の世話で刊行している（『赤松海軍予備学生日記』講談社, 1973 『特攻基地の墓碑銘 赤松海軍予備学生日記』(双葉文庫)。
尼僧お庭番シリーズは、1996年に光文社時代小説文庫の歴史時代小説フェアの一冊としてた第1作『女巡礼地獄忍び』が文庫書き下ろしされ、これは徳川幕府に制圧された雑賀党の残党に拾われた少女がくノ一として成長していく物語。続編の『尼僧お庭番』はその10年後に、尼僧となった主人公が徳川吉宗に仕え、ご落胤の謎を探る、天一坊事件を題材としている。続いてシリーズとして、『女刺客人』『白山 夜叉の肌』『暗闇大名』『大奥梟秘帖』までがあり、吉宗から、家重、家治と三代の徳川将軍に仕えた主人公の、少女時代から90歳で大奥で生涯を閉じるまでの全6巻となっている。新尼僧忍法シリーズとして、幕末を舞台にした『尼僧ながれ旅』、徳川家康と織田信長の秘密に迫る『尼僧忍法一番首』などがある。
密教ミステリについては、『尼僧殺人巡礼』のあとがきで真言密教の「世界自体が推理小説的世界であり、人間解明の教理をも内在させています」「ぼくは今後ともこの世界を追求してみたい」と述べていて、作品としては『尼僧殺人巡礼』『尼僧呪いの祭り文』『尼僧まんだら地獄』『魔宮の大教祖』『尼僧妖殺』『吉野川恨み殺人歌』『死霊婚殺人事件』がある。

## 著書

### 1960年代
- 『われら高校生』秋元書房 1960、のち集英社文庫
- 『スカイラインの果て』秋元書房（akimoto・ミステリー）1961
- 『三等高校生』秋元書房 1961、のち文庫
- 『虹の罠』河出書房新社 1961、のち徳間文庫
- 『秀才と鈍才』秋元書房 1962
- 『鈍才グループ』秋元書房 1962、のち文庫
- 『無責任高校生』秋元書房 1962
- 『衝突現場』荒地出版社 1962
- 『火の鎖』光風社 1963、のち徳間文庫
- 『ミステーク時代』秋元書房 1963、のち文庫
- 『われら劣等生』秋元書房 1963、のち文庫
- 『男生徒募集』秋元書房 1963、のち文庫
- 『スーパー高校生 由紀と左近』秋元書房 1964
- 『友情学校』秋元書房 1964
- 『純情高校生』秋元書房 1964
- 『いざ,サボろう』秋元書房 1965、のち集英社文庫
- 『若さに乾杯』秋元書房 1965
- 『ふたりの秘密』秋元書房 1965
- 『初恋実験中』秋元書房 1966、のち文庫
- 『青春の贈り物』秋元書房 1966
- 『行ってしまった小鳥』集英社（コバルト・ブックス）1967
- 『愛の塔そこに立つ』集英社（コバルト・ブックス）1968
- 『おれはプレイボーイ』秋元書房 1968、のち文庫
- 『青春の白い城』集英社（コバルト・ブックス）1968　のち文庫
- 『恋愛ヘッドコーチ』秋元書房 1968、のち文庫
- 『愛してはいけない』集英社（コバルト・ブックス）1969　のち文庫
- 『夕焼けをこの胸に』集英社（コバルト・ブックス）1969
- 『ハロー! お嬢さん』秋元書房 1969

### 1970年代
- 『カッコイイ仲間』秋元書房 1970
- 『紅に燃える海』集英社（コバルト・ブックス）1970
- 『アザミなぜ咲く』集英社（コバルト・ブックス）1970
- 『白雪の山なみに』集英社（コバルト・ブックス）1971　のち文庫
- 『消えた螢火』集英社（コバルト・ブックス）1971　のち文庫
- 『まあ失礼ね』秋元文庫 1973
- 『ハートでアタック』秋元文庫 1974
- 『エンゲージリング・わが愛』集英社（コバルト・ブックス）1975　のち文庫
- 『紅燃ゆる』旺文社ノベルス 1975
- 『純白のウエディング・ドレス』集英社文庫コバルト 1976
- 『愛情実験』集英社文庫コバルト 1976
- 『心に愛の血が流れている』集英社（コバルト・ブックス）1976
- 『灯よ消えないで』旺文社ノベルス 1976
- 『虹の挽歌』集英社文庫コバルト 1977.5
- 『はだかの青春 ヤング・ラブノート』集英社文庫コバルト 1977.9
- 『ためしためされ』徳間書店 1978.2、のち文庫
- 『放課後の青春』集英社文庫コバルト 1978.4
- 『ホテル特急 GoGo篇』徳間書店 1978.12、のち文庫
- 『木曽路絶唱』集英社文庫コバルト 1979.1
- 『色あそび』青樹社(Big books)1979
- 『さまよえる青春』集英社文庫コバルト 1979.3
- 『婚前交渉 現代花嫁修業』青樹社(Big books)1979
- 『ホテル特急 COME COME篇』徳間書店 1979.7、のち文庫
- 『みだれ妻』日本文華社（文華新書）1979　のちケイブンシャ文庫
- 『妻くらべ』青樹社(Big books)1979
- 『美千の性典』集英社文庫コバルト 1979.10
- 『らぶらぶ交歓日記』徳間書店 1979.12

### 1980年代
- 『うわき妻』日本文華社（文華新書・小説選集）1980　のちケイブンシャ文庫
- 『初恋一直線』集英社文庫コバルト 1980.2
- 『夜のプログラマー 好きこそ上手』徳間書店 1980.2、のち文庫
- 『小悪魔協奏曲』桃源社 1980.4「小悪魔たちの愛戯」ケイブンシャ文庫
- 『同棲実験』グリーンアローブックス 1980.4
- 『もだえ妻』日本文華社（文華新書・小説選集）1980　のちケイブンシャ文庫
- 『のるかそるか 夜のプログラマーII』徳間書店 1980、のち文庫
- 『蜜の追跡者 燕三四郎の華麗な冒険』双葉社 1980.6、のち徳間文庫
- 『悩殺旅行』泰流ノベルス 1980.8
- 『裸の内申書』双葉社 1980.8
- 『あそび妻』日本文華社（文華新書）1980　のち光文社文庫
- 『愛欲の終着駅』グリーンアローブックス 1980.10
- 『ほんとの愛がほしい レポート・ヤングラブ＆セックス』集英社文庫コバルト 1980.11
- 『人妻泥棒』徳間書店 1980.12、のち文庫
- 『どきどきレッスン』双葉ロマン 1981.2
- 『人妻狩り』グリーンアロー出版社 1981.4「人妻愛戯」桃園文庫
- 『十八歳を売る』双葉ブックス 1981.4
- 『可愛い娼婦』青樹社(Big books)1981
- 『絶頂ゲーム』フタバノベルス 1981.8「人妻絶頂ゲーム」光文社文庫
- 『制服の狩人』双葉ロマン 1982.1、のち文庫
- 『いろ夢修業』双葉ロマン 1982.10、のち文庫
- 『未亡人の寝室』実業之日本社 1982.10、のち徳間文庫
- 『濡れた月曜日』青樹社(Big books)1982
- 『尼僧殺人巡礼』トクマ・ノベルズ 1982.4、のち文庫
- 『魔性の肌』日本文華社(文華新書・小説選集) 1982　のちケイブンシャ文庫
- 『絶頂くらべ』日本文華社（文華新書・小説選集）1982
- 『旅路の狩人』実業之日本社 1983.1「女体グルメ旅行」桃園文庫
- 『ブロンドハンター』実業之日本社 1983.3「禁断の楽園」桃園文庫
- 『七年目の浮気』グリーンアローノベルス 1983.5
- 『人妻くずし』実業之日本社 1983.8、のち双葉文庫
- 『未亡人のときめき』実業之日本社 1983.12、のち徳間文庫
- 『制服の小悪魔』双葉ロマン 1983.11、のち文庫
- 『尼僧呪いの祭文』トクマ・ノベルズ 1983.4、のち文庫
- 『尼僧まんだら地獄』トクマ・ノベルズ 1983.7、のち文庫
- 『聖子の青春』サンケイ出版 1983.9
- 『尼寺色地獄』日本文華社（文華新書）1984 「誘惑未亡人」広済堂文庫
- 『人妻の熱い午後』実業之日本社 1984.5、のち大陸文庫
- 『未亡人狩り』実業之日本社 1984.8、のち徳間文庫
- 『熟女志願』日本文華社（文華新書・小説選集）1984
- 『背徳の寝室』実業之日本社 1984.11「愛人競艶」桃園文庫
- 『太平洋戦争兄達の戦訓 ルソンに朽ちた若き航空兵達の悲劇』光人社 1984.6「若き航空兵の戦記」光風社出版
- 『性感実習』双葉ロマン 1985.3、のち文庫
- 『死霊婚殺人事件』フタバノベルス 1985.9、のち徳間文庫
- 『魔宮の大教祖』トクマ・ノベルズ 1985.2「淫戒の教祖」文庫
- 『吉野川怨み殺人歌』サンケイノベルス 1985.4
- 『惑溺の女子大生』実業之日本社 1985.8
- 『夜のキャリアガール』グリーンアローノベルス 1986.5「熟女ひらく」リイド文庫
- 『不倫疼き妻』日本文華社（文華新書・小説選集）1986
- 『絶頂ぐるい』フタバノベルス 1986.4、のち文庫
- 『不倫志願』光風社出版 1986.6、のち文庫
- 『尼僧妖殺』トクマ・ノベルズ 1986.3、のち文庫
- 『未亡人有情』実業之日本社 1986.6
- 『母親狙い』実業之日本社 1986.11
- 『若妻不倫日記』日本文華社（文華新書）1987　「午後の不倫」桃園文庫
- 『快姦泥棒』フタバノベルス 1987.2、のち文庫
- 『尼僧秘界行』実業之日本社 1987.6
- 『緋色の寝室』実業之日本社 1987.10「愛戯の報酬」桃園文庫
- 『若妻教師』フタバノベルス 1987.8、のち文庫
- 『不倫妻の一夜』光風社出版 1988.1、のち文庫
- 『尼僧の寝室』実業之日本社 1988.5、のち桃園文庫
- 『女色市況』フタバノベルス 1988.3、のち文庫
- 『性感治療室』大陸ノベルス 1988.7、のち文庫
- 『エクスタシー』勁文社ノベルス 1988.9、のち文庫
- 『スワッピング』1988.7-（ケイブンシャ文庫）
- 『危ない遊戯 上位妻の寝室物語』ベストセラーズ 1989.1
- 『バージン学園』勁文社ノベルス 1989.3、のち文庫
- 『熟れてゆく人妻』実業之日本社 1989.5
- 『濡れて性感塾』光風社出版 1989.2
- 『ネグリジェは喪服 柔肌未亡人シリーズ』トクマ・ノベルズ 1989.7、のち文庫
- 『未亡人秘書の唇』ベストセラーズ 1989.6「未亡人秘書」広済堂文庫、原題でベストロマン文庫
- 『不倫の見本市』実業之日本社 1989.7
- 『誘惑マドンナ』勁文社ノベルス 1989.9、のち文庫
- 『不倫の新妻』大陸書房 1989.7、のち徳間文庫
- 『未亡人重役』フタバノベルス 1989.9、のち文庫
- 『快感同盟』フタバノベルス 1989.3、のち文庫
- 『不倫づくし』光風社出版 1989.10、のち文庫

### 1990年代
- 『未亡人の手帖』実業之日本社 1990.9
- 『不倫舞踏会』勁文社ノベルス 1990.9、のち文庫
- 『花芯狩り 官能ゴルフ小説』フタバノベルス 1990.10、のち文庫
- 『不倫の学校』勁文社ノベルス 1990.5、のち文庫
- 『激写の部屋』実業之日本社 1990.5
- 『未亡人添乗員』フタバノベルス 1990.5、のち文庫
- 『処女株公開 マネービル・エロチカ』実業之日本社(Joy novels)1990
- 『新妻ゼミナール 婚前主夫講座2』勁文社ノベルス 1991.7、のち文庫
- 『人妻クリニック』大陸書房 1991.6、のち徳間文庫
- 『女体清算人』トクマ・ノベルズ 1991.12、のち文庫
- 『明日の寝室』フタバノベルス 1991.10、のち文庫
- 『女社長代行』トクマ・ノベルズ 1991.7、のち文庫
- 『一夜かぎりの妻 婚前主夫講座1』勁文社ノベルス 1991.2、のち文庫
- 『情事の週末』フタバノベルス 1991.5、のち文庫
- 『不倫記念日』桃園新書 1991.5、のち文庫
- 『性乱結婚相談所』フタバノベルス 1992.6「花唇熟れくらべ」文庫
- 『天使の誘惑』勁文社ノベルス 1992.1、のち文庫
- 『愛戯の饗宴』フタバノベルス 1992.10、のち文庫
- 『神々の寝室』トクマ・ノベルズ 1992.12「寝室教団」文庫
- 『猫女』トクマ・ノベルズ 1992.8「不倫女秘書室」文庫
- 『週末の変身』トクマ・ノベルズ 1993.7「週末の寝室」文庫
- 『あしたは別人 週末の変身2』トクマ・ノベルズ 1993.8「快楽の寝室」文庫
- 『愛戯のフルコース』フタバノベルス 1993.12、のち文庫
- 『不倫の柔肌』フタバノベルス 1993.6、のち文庫
- 『未亡人鮮血巡礼』トクマ・ノベルズ「加虐の人妻」文庫
- 『謀叛の一党 赤松一族の野望』徳間書店 1994.4
- 『遠い灯』双葉社 1994.11
- 『福マン女教師』フタバノベルス 1995.6「女教師の放課後」文庫
- 『欲望専科女教師』光風社出版 1995.2
- 『情欲未亡人 息子の嫁盗り』トクマ・ノベルズ 1995.1
- 『男喰い女教師』フタバノベルス 1996.1、のち文庫
- 『淫乱聖女』フタバノベルス 1996.7、のち文庫
- 『女巡礼地獄忍び』1996.1（光文社文庫）
- 尼僧お庭番シリーズ　光文社文庫

「尼僧お庭番』1996.8
「女刺客人 尼僧お庭番』1997.1
「白山夜叉の肌 尼僧お庭番』1997.10
「暗闇大名 尼僧お庭番』1998.9
「大奥梟秘帖 尼僧お庭番』1999.9（『東京スポーツ』1999年1月5日-7月3日）
- 『女総会屋 蘭月』広済堂出版 1996.2（『日刊ゲンダイ』1995年6月5日-11月17日）（廣済堂文庫『女総会屋』1997年）
- 『炎の聖女』廣済堂出版 1997.1、のち文庫
- 『快楽調教』フタバノベルス 1997.6、のち文庫
- 『尼僧ながれ旅』1998.1（光文社文庫）
- 『尼僧柔肌巡礼』フタバノベルス 1998.1、のち文庫
- 『神璽喪失 後南朝史』実業之日本社 1998.11
- 『淑女の淫戯』フタバノベルス 1998.6、のち文庫

### 2000年代
- 『恩讐血煙街道』桃園書房 2000年（『小説CLUB』1998年8月-1999年12月号）
- 『体感ゴルフ・エロチカ』実業之日本社 (Joy novels)2000
- 『尼僧忍法一番首』2000.8（光文社文庫）
- 『複合不倫』宙出版 2000.1
- 『江戸の大山師 天才発明家・平賀源内』2001.12（光文社文庫）（『週刊実話』2000年11月9日-2001年10月11日連載「江戸 地獄のアドベンチャー」から加筆・改題）
- 『老いてこそ官能は輝く』実業之日本社 2002.10
- 『影武者淫法帳 二人の家康』コスミック時代文庫 2008.1
- 『本能寺妖炎 影武者淫法帳』コスミック時代文庫 2008.3

## 映画化作品
- 『あの雲に歌おう』東映 1965年、太田浩児監督、本間千代子、西郷輝彦（原作『美千の性典』）
- 『恋人と呼んでみたい』日活 1968年、森永健次郎監督、永井秀和、鮎川いずみ（原作『ミステーク時代』）
- 『三等高校生』東宝 1982年、渡邊祐介監督、野村義男、岡田奈々